# St-Philippe (Marseille)

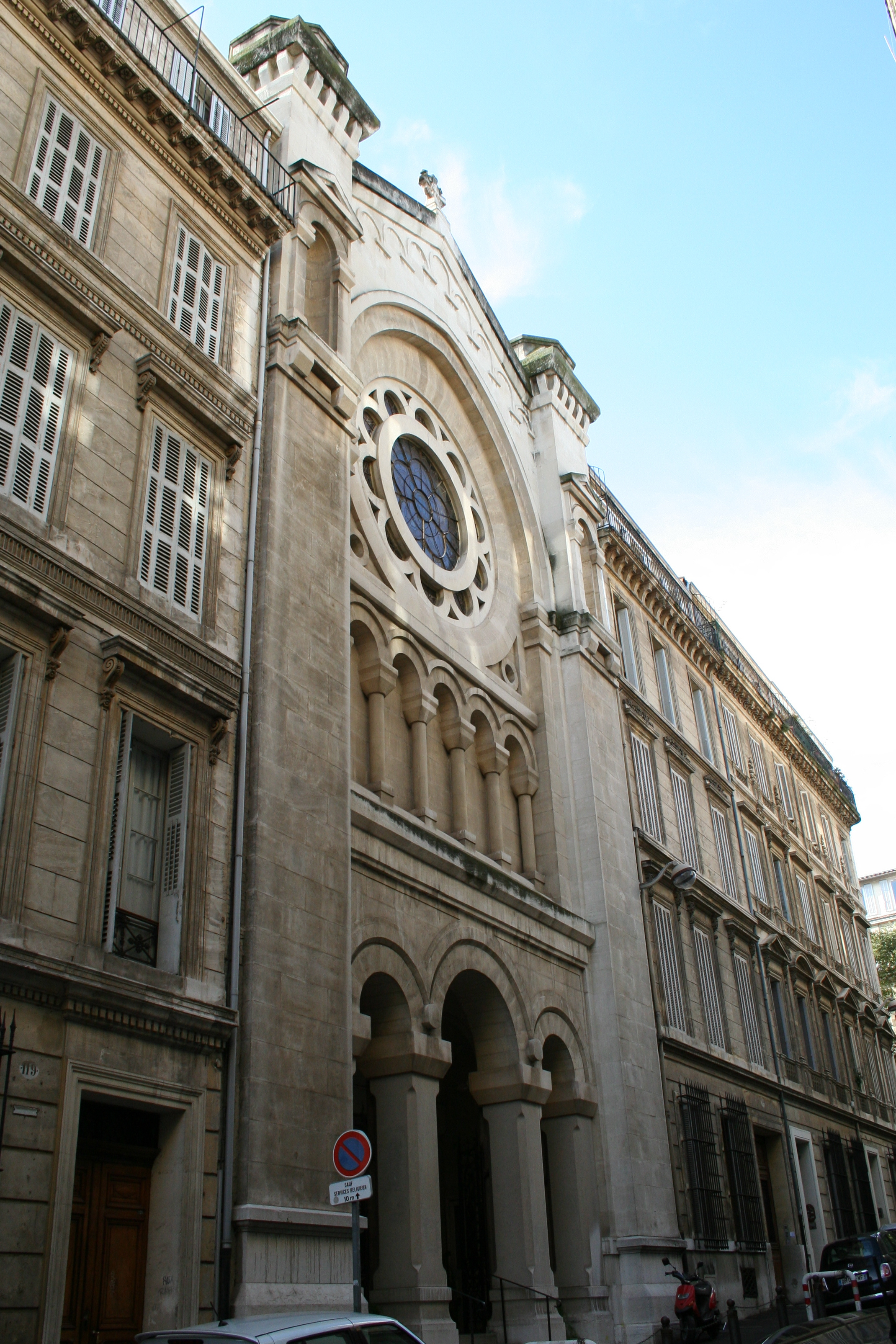
St-Philippe (Marseille)

Die Kirche Saint-Philippe (auch: Notre-Dame-de-Lourdes) ist eine römisch-katholische Kirche in der südfranzösischen Stadt Marseille.

## Lage und Patrozinium
Die Kirche befindet sich im 6. Arrondissement am südlichen Ende der Rue Sylvabelle (Nr. 121). Die Fassade ist gänzlich in die innerstädtische Bebauung eingezwängt. Die Kirche ist zu Ehren des Apostels Philippus geweiht. Zusätzlich ist sie als Notre-Dame-de-Lourdes bekannt. Auf einigen Stadtplänen ist dies der einzige angegebene Name, wohingegen Cain und Laugier 2010 diesen Namen verschweigen. Oft findet man den Doppelnamen Saint-Philippe-Notre-Dame-de-Lourdes.

## Geschichte
Die 1869 gegründete Pfarrei baute von 1894 bis 1898 nach Plänen des Architekten Théophile Dupoux (1849–1924) die Kirche im neobyzantinischen Stil (mit später angesetztem Querhaus). Sie misst 40 × 12 Meter und ist innen 18 Meter hoch.

## Ausstattung

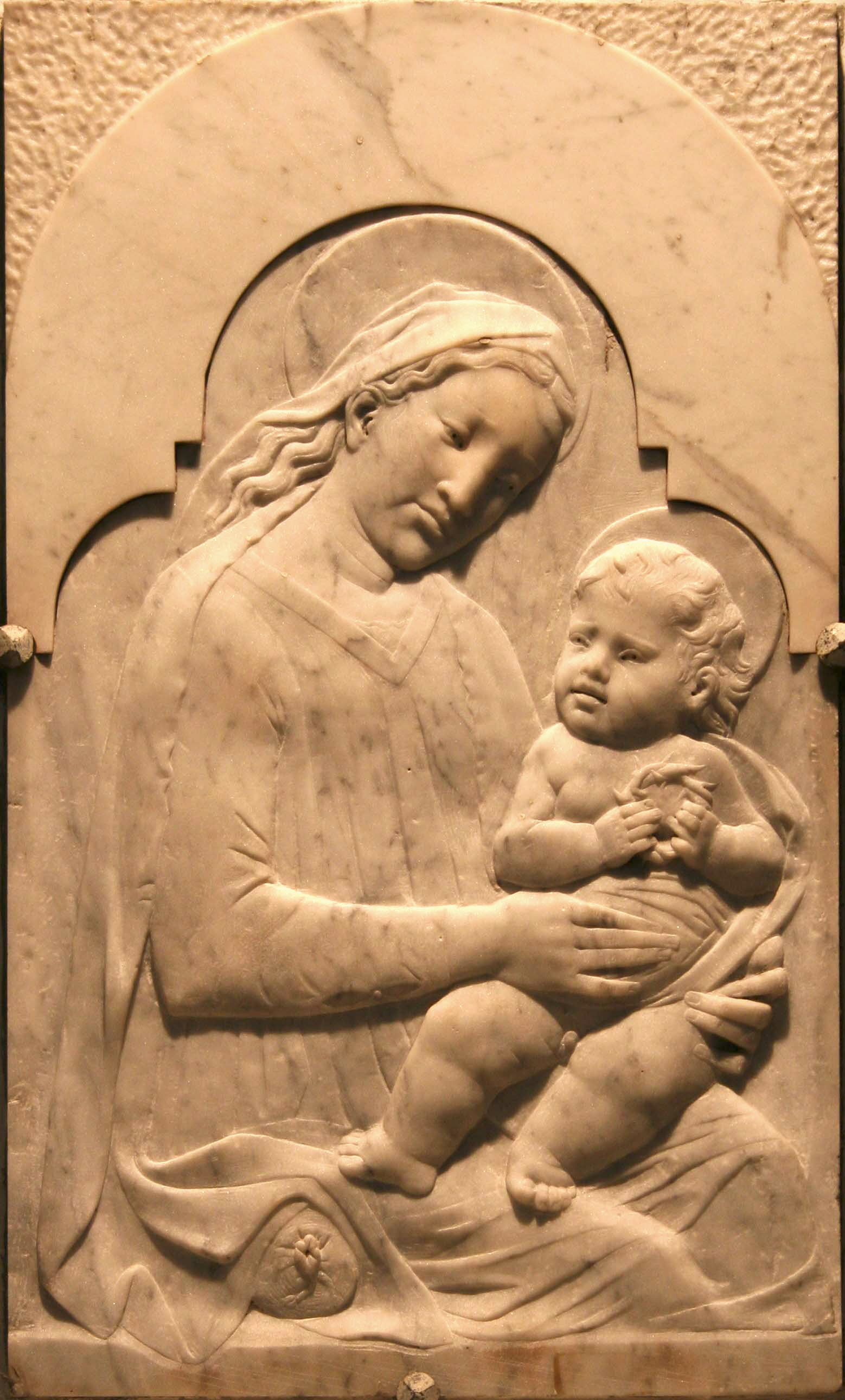
St-Philippe (Marseille) Maria mit Kind, 15. Jh.

Die Kirche verfügt über Gemälde von Jean Frédéric Canepa (1894–1981) und Antoine Dominique Magaud (1817–1899) sowie über ein Kreuzigungsgemälde aus dem 16. Jahrhundert. Ein Gemälde aus dem 15. Jahrhundert zeigt Christus mit den Kreuzigungsmalen umgeben von zwei Engeln, welche die Passionswerkzeuge tragen. Ein Flachrelief aus dem 15. Jahrhundert zeigt Maria mit Kind. In der Kirche befinden sich Statuen von Bernadette Soubirous (Antoine Serraz), Antonius von Padua (Yves Parvillée), Jeanne d’Arc auf dem Scheiterhaufen (Maxime Real del Sarte, 1888–1954, 1937), Jean-Marie Vianney, Therese von Lisieux, Herz Jesu (Louis Botinelly, 1883–1962) und Philippus. Die Orgel wurde 1867 von Aristide Cavaillé-Coll für die Kirche Saint-Joseph gebaut und 1898 übernommen.